# Акбастау (Казигуртський район)
Акбаста́у (каз. Ақбастау) — село у складі Казигуртського району Туркестанської області Казахстану. Входить до складу Шарбулацького сільського округу.
У радянські часи село називалось Ленінжол.
Населення — 730 осіб (2021; 742 у 2009, 604 у 1999, 987 у 1989).